# Lukasiánský profesor matematiky
Lukasiánský profesor matematiky (Lucasian Chair of Mathematics) je označení pro nositele profesorského titulu matematiky na Univerzitě v Cambridgi. Funkce vznikla v roce 1663 přičiněním Henryho Lucase, který v letech 1639–1640 za univerzitu zasedal v Dolní sněmovně. 18. ledna 1664 ji oficiálně ustanovil anglický král Karel II. Stuart. Tento post je považovaný za jednu z nejprestižnějších akademických funkcí na světě. Mezi jeho dřívější nositele patřili Isaac Newton, Joseph Larmor, Charles Babbage, George Stokes, Paul Dirac a Stephen Hawking.

## Historie
Lucas ve své poslední vůli univerzitě odkázal svou knihovnu o čtyřech tisících svazcích a zanechal instrukce pro nákup půdy, jejíž výnos 100 liber za rok měl sloužit jako plat pro nositele titulu „lukasiánský profesor“.  Od roku 2009 post zastával teoretický fyzik Michael Green, který působí na Clare Hall v Cambridgi. Titul získal v říjnu 2009, když nahradil Stephena Hawkinga. Ten od té doby nosil titul Emeritní lukasiánský profesor matematiky. Od roku 2015 post převzal Michael Cates, britský fyzik zabývající se statistickou mechanikou měkkých látek v kondenzovaném stavu.

## Seznam držitelů
| Rok  | Jméno                 | Obor                                                      | Funkční období |
| ---- | --------------------- | --------------------------------------------------------- | -------------- |
| 1663 | Isaac Barrow          | Matematika                                                | 6              |
| 1669 | Isaac Newton          | Matematika a fyzika                                       | 33             |
| 1702 | William Whiston       | Matematika                                                | 9              |
| 1711 | Nicholas Saunderson   | Matematika                                                | 28             |
| 1739 | John Colson           | Matematika                                                | 21             |
| 1760 | Edward Waring         | Matematika                                                | 38             |
| 1798 | Isaac Milner          | Matematika a chemie                                       | 22             |
| 1820 | Robert Woodhouse      | Matematika                                                | 2              |
| 1822 | Thomas Turton         | Matematika                                                | 4              |
| 1826 | George Biddell Airy   | Astronomie                                                | 2              |
| 1828 | Charles Babbage       | Matematika a výpočetní technika                           | 11             |
| 1839 | Joshua King           | Matematika                                                | 10             |
| 1849 | George Gabriel Stokes | Fyzika a mechanika tekutin                                | 54             |
| 1903 | Joseph Larmor         | Fyzika                                                    | 29             |
| 1932 | Paul Dirac            | Fyzika                                                    | 37             |
| 1969 | James Lighthill       | Mechanika tekutin                                         | 10             |
| 1979 | Stephen Hawking       | Teoretická fyzika a kosmologie                            | 30             |
| 2009 | Michael Green         | Teoretická fyzika                                         | 6              |
| 2015 | Michael Cates         | Statistická mechanika měkkých látek v kondenzovaném stavu | současný       |